# 小原佳太
小原 佳太（おばら けいた、1986年11月12日 - ）は、日本の元プロボクサー。岩手県北上市出身。第37代日本スーパーライト級王者。第36代OPBF東洋太平洋スーパーライト級王者。元WBOアジア太平洋ウェルター級王者。第56代日本ウェルター級王者。三迫ボクシングジム所属。右の強打に定評がある。

## 来歴

### アマチュア時代
岩手県立黒沢尻工業高等学校でボクシングを始め、2004年全国高校総体（インターハイ）でフェザー級3位。高校卒業後、東洋大学に進学。2006年のじぎく兵庫国体成年ウェルター級優勝、2008年チャレンジ!おおいた国体成年ウェルター級優勝。東洋大学ボクシング部の1年先輩にロンドンオリンピックミドル級金メダリストで元WBA世界ミドル級スーパー王者の村田諒太がいる。

### プロ時代
大学卒業後、三迫ジムに入門。
2010年8月9日、プロデビュー戦で2002年全日本スーパーフェザー級新人王である熊野和義と対戦。初回から右アッパーでダウンを奪い優位に試合を進めたが、5Rに逆転TKO負けし黒星デビューとなった。その後7連勝し日本ランキング1位となる。
2013年4月9日、後楽園ホールで外園隼人と日本スーパーライト級王座決定戦を行い、4回2分KO勝ちを収め王座を獲得した。
2013年12月22日、OPBF東洋太平洋スーパーライト級王座の獲得を目指す為に2度防衛した日本同級王座を返上した。
2014年4月14日、後楽園ホールでOPBF東洋太平洋スーパーライト級2位のジェイ・ソルミアノとOPBF東洋太平洋同級王座決定戦を行い、4回KO勝ちを収め王座獲得に成功した。
2015年11月7日、フロリダ州マイアミのミッコスーキー・リゾート・アンド・ゲーミングでIBF世界スーパーライト級8位のウォルター・カスティージョとIBF世界スーパーライト級王座挑戦者決定戦を行い、12回1-0（115-113、2者114-114）の判定で引き分けた為、王者のエドゥアルド・トロヤノフスキーへの挑戦権を獲得できなかった。
2016年1月10日、OPBF東洋太平洋スーパーライト級王座を返上した。
2016年2月5日、小原陣営とカスティージョ陣営が仕切り直しのIBF世界スーパーライト級王座挑戦者決定戦の再戦を行うことで合意していたがカスティージョ陣営が辞退を申し出たため、IBFは小原と三迫ジムに対し挑戦者決定戦を経ずにエドゥアルド・トロヤノフスキーへ挑戦することを認める通達を出した。
2016年9月9日、モスクワのクリリヤ・ソヴェトフでIBF・IBO世界スーパーライト級王者エドゥアルド・トロヤノフスキーと対戦し、トロヤノフスキーの連打でリング外に転落し2回1分35秒TKO負けを喫しIBF王座及びIBO王座の獲得に失敗した。
2017年8月10日、後楽園ホールで行われた「ダイヤモンドグローブ」でWBOアジア太平洋ウェルター級5位のナロン・ボーンチャンとWBOアジア太平洋同級王座決定戦を行い、2回2分43秒TKO勝ちを収め王座獲得に成功した。
2017年12月14日、後楽園ホールで行われた「ダイヤモンドグローブ」でWBOアジア太平洋ウェルター級5位の藤中周作とWBOアジア太平洋同級タイトルマッチを行い、5回2分19秒KO勝ちを収め初防衛に成功した。 
2018年4月12日、後楽園ホールでWBOアジアパシフィックウェルター級8位のアルビン・ラガンベイとWBOアジア太平洋同級タイトルマッチを行うも、2回2分36秒KO負けを喫し2度目の防衛に失敗、王座から陥落した。
2018年8月9日、後楽園ホールでWBOアジアパシフィックウェルター級王者のアルビン・ラガンベイとダイレクトリマッチで再戦し、3回1分8秒TKO勝ちを収め王座に返り咲いた。
2019年3月30日、フィラデルフィアの2300アリーナでIBFウェルター級4位のクドラティーリョ・アブドカクロフとIBF世界ウェルター級挑戦者決定戦を行うも、12回0-3（110-118、111-117、113-115）で判定負けを喫しエロール・スペンス・ジュニアへの挑戦権を獲得できなかった。
2019年6月13日、後楽園ホールでジョスマル・ケフィと対戦し、4回58秒TKO勝ちを収め再起を果たした。
2019年10月26日、後楽園ホールで日本ウェルター級2位の垂水稔朗と日本ウェルター級王座挑戦者決定戦を行い、4回2分59秒TKO勝ちを収め永野祐樹への挑戦権を獲得した。
2020年2月1日、後楽園ホールで日本ウェルター級王者の永野祐樹と日本同級タイトルマッチを行い、7回2分39秒TKO勝ちを収め王座を獲得、日本王座の2階級制覇を達成した。
2021年4月8日、後楽園ホールで日本ウェルター級4位の坂井祥紀と日本同級タイトルマッチを行い、10回3-0（96-94×3）で判定勝ちを収め、初防衛に成功した。
2021年12月9日、後楽園ホールで日本ウェルター級3位の玉山将也と日本同級タイトルマッチを行い、5回2分44秒TKO勝ちを収め2度目の防衛に成功した。
2022年10月11日、後楽園ホールで日本ウェルター級暫定王者の小畑武尊と日本同級王座統一戦を行い、3回2分35秒TKO勝ちを収め王座統一と3度目の防衛に成功した。
2022年12月16日、日本ウェルター級王座を返上した。
2023年4月8日、有明アリーナで開催された『Prime Video Presents Live Boxing 4』にて、WBOアジアパシフィックウェルター級王者の佐々木尽とWBOアジアパシフィック同級タイトルマッチを行うも、3回1分13秒TKO負けを喫し王座獲得に失敗した。
2023年12月9日、この年限りでの引退を発表。2024年2月13日に後楽園ホールで行われた引退式では「ボクシング人生、幸せだった」と語った。引退後は東京でのジム運営を計画している。

## エピソード
- 2013年マニー・パッキャオと日本人初のスパーリングパートナーを務めた[26][27]。

## 戦績
- アマチュア：70戦55勝（30KO・RSC）15敗
- プロボクシング：32戦26勝（23KO）5敗1分

| 戦           | 日付           | 勝敗 | 時間     | 内容        | 対戦相手                             | 国籍           | 備考                                            |
| ------------ | -------------- | ---- | -------- | ----------- | ------------------------------------ | -------------- | ----------------------------------------------- |
| 1            | 2010年8月9日   | ★    | 5R 1:06  | TKO         | 熊野和義（宮田）                     | 日本           | プロデビュー戦                                  |
| 2            | 2010年12月13日 | ☆    | 1R 0:50  | TKO         | 森眞（赤城）                         | 日本           |                                                 |
| 3            | 2011年5月30日  | ☆    | 5R 0:11  | 負傷判定3-0 | 迫田大治（横田）                     | 日本           |                                                 |
| 4            | 2011年10月10日 | ☆    | 3R 2:00  | TKO         | 小口幸太（宮田）                     | 日本           |                                                 |
| 5            | 2012年1月27日  | ☆    | 2R 2:05  | TKO         | 長島謙吾（角海老宝石）               | 日本           |                                                 |
| 6            | 2012年3月30日  | ☆    | 6R 1:17  | TKO         | 出田裕一（ヨネクラ）                 | 日本           |                                                 |
| 7            | 2012年8月13日  | ☆    | 8R 1:25  | TKO         | 丸木和也（薬師寺）                   | 日本           |                                                 |
| 8            | 2012年11月14日 | ☆    | 8R 0:33  | TKO         | 外園隼人（帝拳）                     | 日本           |                                                 |
| 9            | 2013年4月8日   | ☆    | 4R 2:00  | TKO         | 外園隼人（帝拳）                     | 日本           | 日本スーパーライト級王座決定戦                  |
| 10           | 2013年8月25日  | ☆    | 3R 2:34  | TKO         | 竹中聡（大鵬）                       | 日本           | 日本王座防衛1                                   |
| 11           | 2013年12月9日  | ☆    | 9R 1:42  | TKO         | 蓮沼テツヤ（角海老宝石）             | 日本           | 日本王座防衛2                                   |
| 12           | 2014年4月14日  | ☆    | 4R 1:50  | KO          | ジェイ・ソルミアノ                   | フィリピン     | OPBF東洋太平洋スーパーライト級王座決定戦        |
| 13           | 2014年8月11日  | ☆    | 12R 0:19 | TKO         | 岩渕真也（草加有沢）                 | 日本           | OPBF王座防衛1                                   |
| 14           | 2014年12月8日  | ☆    | 4R 1:36  | TKO         | ロデル・ウェンセスラオ               | フィリピン     |                                                 |
| 15           | 2015年4月13日  | ☆    | 6R 1:51  | TKO         | 岡崎祐也（中内）                     | 日本           | OPBF王座防衛2                                   |
| 16           | 2015年8月10日  | ☆    | 3R 2:06  | KO          | コムペット・シットサイトーン         | タイ           |                                                 |
| 17           | 2015年11月8日  | △    | 12R      | 判定1-0     | ウォルター・カスティージョ           | ニカラグア     | IBF世界スーパーライト級挑戦者決定戦             |
| 18           | 2016年4月14日  | ☆    | 1R 2:31  | TKO         | ペッダム・トーパランイーシップサーム | タイ           |                                                 |
| 19           | 2016年9月9日   | ★    | 2R 1:35  | TKO         | エドゥアルド・トロヤノフスキー       | ロシア         | IBF世界スーパーライト級タイトルマッチ           |
| 20           | 2017年4月13日  | ☆    | 8R       | 判定3-0     | ラリー・スィウー                     | インドネシア   |                                                 |
| 21           | 2017年8月10日  | ☆    | 2R 2:43  | TKO         | ナロン・ボーンチャン                 | タイ           | WBOアジアパシフィックウェルター級王座決定戦     |
| 22           | 2017年12月14日 | ☆    | 5R 2:19  | KO          | 藤中周作（金子）                     | 日本           | WBOアジアパシフィック王座防衛1                  |
| 23           | 2018年4月12日  | ★    | 2R 2:36  | KO          | アルビン・ラガンベイ                 | フィリピン     | WBOアジアパシフィック王座陥落                   |
| 24           | 2018年8月9日   | ☆    | 3R 1:08  | TKO         | アルビン・ラガンベイ                 | フィリピン     | WBOアジアパシフィックウェルター級タイトルマッチ |
| 25           | 2019年3月30日  | ★    | 12R      | 判定0-3     | クドラティーリョ・アブドカクロフ     | ウズベキスタン | IBF世界ウェルター級挑戦者決定戦                 |
| 26           | 2019年6月13日  | ☆    | 4R 0:58  | TKO         | ジョスマル・ケフィ                   | インドネシア   |                                                 |
| 27           | 2019年10月26日 | ☆    | 4R 2:59  | TKO         | 垂水稔朗（協栄）                     | 日本           | 日本ウェルター級挑戦者決定戦                    |
| 28           | 2020年2月1日   | ☆    | 7R 2:39  | TKO         | 永野祐樹（帝拳）                     | 日本           | 日本ウェルター級タイトルマッチ                  |
| 29           | 2021年4月8日   | ☆    | 10R      | 判定3-0     | 坂井祥紀（横浜光）                   | 日本           | 日本王座防衛1                                   |
| 30           | 2021年12月9日  | ☆    | 5R 2:44  | TKO         | 玉山将也（帝拳）                     | 日本           | 日本王座防衛2                                   |
| 31           | 2022年10月11日 | ☆    | 3R 2:35  | TKO         | 小畑武尊（ダッシュ東保）             | 日本           | 日本ウェルター級王座統一戦 日本王座防衛3        |
| 32           | 2023年4月8日   | ★    | 3R 1:13  | TKO         | 佐々木尽（八王子中屋）               | 日本           | WBOアジアパシフィックウェルター級タイトルマッチ |
| テンプレート |                |      |          |             |                                      |                |                                                 |

## 獲得タイトル
- 第37代日本スーパーライト級王座
- 第36代OPBF東洋太平洋スーパーライト級王座
- WBOアジア太平洋ウェルター級王座（防衛1）
- WBOアジア太平洋ウェルター級王座（2期目=返上）
- 2019年度日本ウェルター級最強挑戦者
- 第56代日本ウェルター級王座（防衛3=返上）